# Csencsou
Csencsou (egyszerűsített kínai írással: 郴州市, pinjin: Chēnzhōu) prefektúra szintű város Kínában, Hunan tartományban. Lakosainak száma 4 667 134 fő (2020).

## Népesség
| 2018 | 4 744 500 |
| 2020 | 4 667 134 |

## Testvérvárosok
- Laredo